# 甘达雷拉山脉国家公园
甘达雷拉山脉国家公园（葡萄牙語：Parque Nacional da Serra do Gandarela）是一處位於巴西米纳斯吉拉斯州的國家公園。它正保護一個剩餘的大西洋森林，為貝洛奧里藏特市重要水源的山區。

## 位置
甘达雷拉山脉是一個自然保護區，離貝洛奧里藏特的市區約40公里（25英里），覆蓋於米納斯吉拉斯州甘达雷拉山脉国家公园的地區比例：卡埃特（2.37%）、伊塔比里图（10.01%）、馬里亞納（0.23%）、新利马（1.99%）、欧鲁普雷图（9.91%）、拉波苏斯（10.8%）、里奥阿西马（19.46%）、聖巴巴拉（45.22%）。

## 參註
1. ↑  Augusto Barros.
2. ↑  PARNA de Serra do Gandarela – ISA.

## 來源
- Augusto Barros, , Aguas do Gandarela,   [2016-06-12], （原始内容存档于2016-06-16） （葡萄牙语）
- Daniele Bragança, , O Eco, 2014-10-15  [2016-06-12], （原始内容存档于2021-03-29）
- , Secretaria de Governo auxilia o Presidente da República, 2014-10-14  [2016-06-16], （原始内容存档于2019-07-19） （葡萄牙语）
- , Chico Mendes Institute for Biodiversity Conservation,   [2016-06-12], （原始内容存档于2017-02-15） （葡萄牙语）
- , ISA: Instituto Socioambiental,   [2016-06-12], （原始内容存档于2018-09-26） （葡萄牙语）
- , MMA: Ministério do Meio Ambiente,   [2016-06-12], （原始内容存档于2018-10-06） （葡萄牙语）